# Английски дог
Английският дог (на английски: Mastiff) е старинна английска порода кучета. Съвременният дог първоначално е селекциониран в Дания (дълго време наричан датски дог), откъдето се разпространява във Великобритания. Използва се най-вече в качеството му на куче-пазач.

Стандартът на FCI и на английския The Kennel Club не посочват ограничения в размера..
Английският дог има спокоен и добър характер, изключително предан и лоялен към стопанина си. За разлика от някои други породи при отглеждането си той не изисква голямо пространство и се чувства добре както в апартамент, така и на полето, въпреки това не бива да се забравя, че за него е здравословно да му се осигурява движение и упражнения. Не изисква и пълното внимание на стопаните си, въпреки това обаче не обича да бъде оставян сам. Притежава огромна физическа сила и трябва да се помни, че понякога може да бъде трудно да бъде удържан на каишка.